# Bolağaç, Beytüşşebap
Bolağaç là một xã thuộc huyện Beytüşşebap, tỉnh Şırnak, Thổ Nhĩ Kỳ. Dân số thời điểm năm 2011 là 754 người.